# علم العلامات الحضري
علم العلامات الحضري هو دراسة المعنى في إطار حضري حسبما تقدمه الإشارات والرموز ودلالاتها الاجتماعية.
تقوم نظرية علم العلامات الحضري في معظمها على علم العلامات الاجتماعي، الذي يبحث في الدلالات الاجتماعية، بما في ذلك المعاني المرتبطة بالبنية الأيدلوجية وبنية الطاقة، وهذا إلى جانب المعاني الإشارية للعلامات. وبهذا الشكل، يركز علم العلامات الحضري على العناصر المادية في البيئة المبنية، مثل الشوارع والميادين والمتنزهات والمباني، بيد أنه يركز أيضًا على المنتجات الثقافية غير المبنية مثل رموز المباني ومستندات التخطيط والتصميمات التي لم تُبنى وإعلانات السوق العقاري والجدال العام حول المدينة, مثل النقد المعماري ومدونات السوق العقاري.
إن واضعي النظريات الذين يسلكون منهج علم العلامات الاجتماعي للوصول إلى علم العلامات الحضري يعرفون هذا النظام بطريقة تعارض أساليب الجغرافيا السلوكية، بدءًا بأعمال كيفن لينش (Kevin Lynch) في "The Image of the City", والتي ينتقدونها لكونها محددة في تركيزها المقتصر على المستوى الإشاري للاتصالات (إدراك العوامل المكانية، مثل الطرق، بكونها عناصر نظرية), ولتجاهلها المعاني الدلالية المرتبطة بالأشكال الحضرية؛ فبدلاً من ذلك يقول علماء العلامات الحضرية إن البنى الحضرية تصبح معروفة غالبًا لأنها تحمل في طياتها معنى رمزيًا يتجاوز معانيها الوظيفية. ولقد نشأ منهج علم العلامات الاجتماعي الخاص بعلم العلامات الحضري أيضًا من دراسة نقدية للعلامات البنيوية، والتي يُنظر إليها باعتبارها تتصل بشكل مفرط بالنماذج اللغوية للإشارات وبهذا لم تتمكن من النظر بطريقة مناسبة في الدلالات الاجتماعية للعلامات.
استخدم بعض واضعي النظريات نماذج الإشارات في الدراسات التجريبية لتركيب المعنى في البيئات الحضرية. فاستخدم رايموند ليدروت (Raymond Ledrut) الاستبيان واللقاءات حول استجابات المشاهدين لمجموعات من الصور الفوتوغرافية بهدف اختبار دور الطبقة في تشكيل النماذج العقلية للمدينة. مارتن كرامبن (Martin Krampen) أجرى عدة دراسات حول إدارك الصور الفوتوغرافي بهدف استكشاف تفاصيل واجهة المباني اللازمة لتحديد أنواع المباني، وبهدف اختبار دور الحالة الاقتصادية والاجتماعية في تشكيل تفضيلات نماذج المباني.

## كتاب آخرون
رولان بارت

فرانسواز تشواي 

أومبرتو إكو

إم جوتينير

ألخيرداس جوليان غريماس

مارتين كرامبن

ألكسندروس لاجوبولوس

رايموند ليدروت

هنري ليفرفر

## كتابات أخرى
- Gottdiener, M. and Alexandros Ph. Lagopoulos, eds. The City and the Sign: An Introduction to Urban Semiotics. New York: Columbia University Press, 1986.
- Krampen, Martin. Meaning in the Urban Environment. London: Pion, 1979.